# Ходырев, Герман Алексеевич
Герман Алексеевич Ходырев (23 октября 1932 — 30 марта 1995) — удмуртский советский детский поэт, редактор и переводчик, педагог. Народный писатель Удмуртии (1992).
Заслуженный работник культуры УАССР (1980). Лауреат Премии Комсомола Удмуртии (1982). В 1968—1986 годах — заведующий отделом литературы в республиканской пионерской газете «Дась лу!» («Будь готов!»), в 1991—1995 годах — главный редактор журнала для детей «Кизили» («Звёздочка»).

## Биография
Родился 23 октября 1932 года в с. Алнаши Удмуртской АССР в семье учителя. Отец — русский, мать — удмуртка.
Окончив школу-семилетку в Старо-Утчанске, в 1948 году поступил в Можгинское педагогическое училище, которое окончил в 1952 году.
В 1952—1955 годах работал переводчиком в газете «Комсомолец Удмуртии».
В 1955—1960 годах учился в Удмуртском пединституте на факультете филологии.
В 1960—1964 годах работал учителем русского языка, литературы и истории в школе родного села Алнаши, заведовал методическим кабинетом Районного отдела народного образования (РОНО), заведовал отделом писем в редакции газеты «Алнашский колхозник».
В это время выходят первые детские книжки и рассказы Ходырева. С 1963 года — член Союза писателей СССР, делегат V Съезда писателей РСФСР (1971).
В 1964 году вновь переходит на журналистскую работу: вначале работает в редакции «Комсомольца Удмуртии», затем — в «Советской Удмуртии».
Выполняя специальное поручение правления Союза писателей Удмуртской ССР курировал школьные литературные кружки в республике.
В 1968 году становится заведующим отделом литературы и искусства в республиканской пионерской газете «Дась лу!» («Будь готов!»).
В 1991—1995 годах — главный редактор журнала для детей «Кизили» («Звёздочка»).
Умер 30 марта 1995 года в Ижевске.
Семья
Был женат на родной сестре супруги писателя Семёна Самсонова.

## Творчество
С детства, постоянно проживая с родителями-учителями на территории школы, был окружён книгами, но увлечение русской детской литературой пришло во время работы в газете:

В середине 50-х я два года проработал в газете «Комсомолец Удмуртии». В ту пору много читал, особенно книги и новые произведения великих мастеров, писавших для детей: С. Маршака, С. Михалкова, А. Барто, Л. Квитко, П. Воронько, Д. Гулиа и других. Некоторые перевел и на удмуртский язык.— Герман Ходырев, книга «Чале ми возы» («Встаньте рядом с нами»)
Первое стихотворение «Дурись» («Кузнец») было опубликовано в газете «Советская Удмуртия» в 1949 году.
Далее в Ижевске вышли книги стихов для детей «Милям аз-барамы» («На нашем дворе», 1957) и «Кызьы мон будӥ» («Как я рос», 1959) и поэмы-сказки «Пичи воргорон» («Маленький мужичок», 1961), «Ми но Толэзе» («И мы на Луну», 1964).
В 1974 году стихи в переводе Ю. Кушака вышли сразу в двух центральных издательствах: «Пело утром солнышко» в издательстве «Малыш», а «Счастливая ива» в издательстве «Советская Россия» (переиздана в 1989 году издательством «Детская литература»). Также стихи выходили в переводе Игоря Мазнина и Иосифа Курлата.
Также известен как автор текстов песен для детей: «Удмуртия — доре мынам» (композитор Г. Шаклеин), «Изь, нылы» (композитор Г. Матвеев), «Шуныт тол вешаку» (композитор Н. Шкляев) и других.
Писал и в прозе. В 1969 году совместно с В. Голубевым написал документальную повесть «Орзи» («Орёл») о лётчике П. А. Бабкине, а в 1976 году документальную повесть «Солдат Спиридон Стрелков» о Герое Советского Союза С. М. Стрелкове. В 1980 году издана книжка рассказов для детей «Кытчы лобо пилемьес» («Куда плывут облака»).
В 1989 году вышла книга воспоминаний поэта «Добрый совет всегда дорог».
Остался в рукописи рассказ «Кузь тубон» («Длинный подъём») о временах Гражданской войны: как многодетная удмуртка, муж которой воюет за «красных», узнав, что в соседнюю русскую деревню Бакаи вернулся раненый, который воевал вместе с её мужем, рано утром направилась туда узнать о муже. По дороге ей встретились трое «белых», и признав в ней жену «красного», решили её расстрелять, но один из них решил спасти женщину. 23-страничная рукопись написана на удмуртском языке, датирована 13 октября 1971 года, со множеством исправлений автора.

### Критика
Одна из особенностей творческой индивидуальности Г. Ходырева заключается в том, что он находит ситуации, в которых малыш начинает сознавать себя, первые движения своей души, свои наблюдения, учится обобщать свой первый жизненный опыт, извлекать нравственный смысл из случившегося. — Василий Михайлович Bанюшев

## Награды и признание
Народный писатель Удмуртии (1992), Заслуженный работник культуры Удмуртской АССР (1980), отмечен знаком «Отличник народного просвещения РСФСР» (1989).
В 1982 году за книги «Зор, зор, зорые!» и «Вортты тон, валэ» («Скачи, мой конь!») Г. Ходыреву присуждена Премия Комсомола Удмуртской ССР.
Награждён Почётной грамотой Центрального совета Всесоюзной пионерской организации им. В. И. Ленина.

## Память
С 1995 года литературно-краеведческий музей ижевской школы № 20 носит имя Г. А. Ходырева.
17 октября 2017 года в Доме Дружбы народов Удмуртской Республики прошёл литературно-музыкальный вечер посвящённый поэту.